# Hermann Karsten
Pour les articles homonymes, voir Karsten.
Hermann Karsten (1809-1877), est un minéralogiste prussien. 